# Municipio de Garden (condado de Cherokee)
El municipio de Garden (en inglés: Garden Township) es un municipio ubicado en el condado de Cherokee en el estado estadounidense de Kansas. En el año 2010 tenía una población de 3045 habitantes y una densidad poblacional de 39,48 personas por km².

## Geografía
El municipio de Garden se encuentra ubicado en las coordenadas 37°2′28″N 94°41′6″O / 37.04111, -94.68500. Según la Oficina del Censo de los Estados Unidos, el municipio tiene una superficie total de 77.13 km², de la cual 74.97 km² corresponden a tierra firme y (2.79%) 2.15 km² es agua.

## Demografía
Según el censo de 2010, había 3045 personas residiendo en el municipio de Garden. La densidad de población era de 39,48 hab./km². De los 3045 habitantes, el municipio de Garden estaba compuesto por el 88.8% blancos, el 0.39% eran afroamericanos, el 6.08% eran amerindios, el 0.26% eran asiáticos, el 0.03% eran isleños del Pacífico, el 0.16% eran de otras razas y el 4.27% pertenecían a dos o más razas. Del total de la población el 1.25% eran hispanos o latinos de cualquier raza.